# Linea Nankai Tanagawa
La  Linea Nankai Tanagawa (南海多奈川線?, Nankai Tanagawa-sen) è una linea ferroviaria urbana delle Ferrovie Nankai all'interno della cittadina di Misaki nella prefettura di Osaka in Giappone. La linea è di fatto una diramazione della linea principale Nankai.

## Stazioni
| Stazione    | Giapponese | Distanza | Collegamenti            | Posizione |
| ----------- | ---------- | -------- | ----------------------- | --------- |
| Misaki-kōen | みさき公園 | 0,0      | Linea principale Nankai | Misaki    |
| Fukechō     | 深日町     | 1,4      |                         | Misaki    |
| Fukekō      | 深日港     | 2,1      |                         | Misaki    |
| Tanagawa    | 多奈川     | 2,6      |                         | Misaki    |